# Chrysophyllum cainito

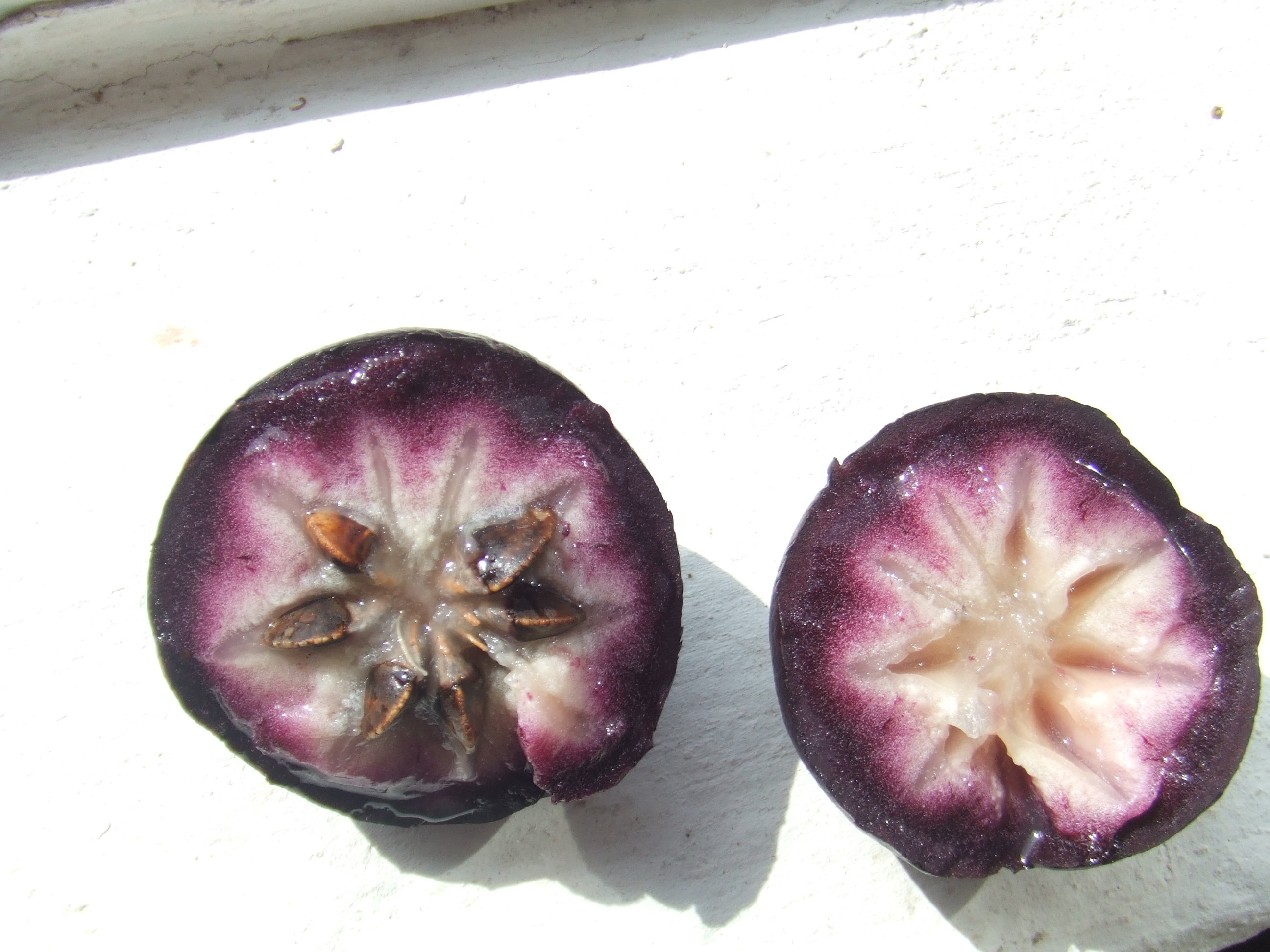
Owoce w przekroju

Chrysophyllum cainito – gatunek drzewa z rodziny sączyńcowatych (Sapotaceae). Pochodzi prawdopodobnie z rejonu Karaibów. Współcześnie naturalizowany jest w całej Ameryce Środkowej, w uprawie aż po Peru i Argentynę. 

## Morfologia
PokrójWieczniezielone drzewo o wysokości do 20 m i szerokiej, gęstej koronie.
LiścieNaprzemianległe, eliptyczne, o długości do 15 cm, z wierzchu błyszczące, od spodu pokryte włoskami.
KwiatyMałe, niepozorne.
OwoceKulista jagoda pokryta cienką, fioletową lub zieloną skórką, pod którą znajduje się słodki, biały miąższ.  Owoc smaczny, aromatyczny, spożywany na surowo i w deserach.

## Zastosowanie
- Roślina uprawna, uprawiana jako drzewo owocowe.
- Owoce i inne części rośliny wykorzystywane w medycynie ludowej[5].